# 김하나 (1981년)
김하나(1981년 10월 22일~)는 대한민국의 권투 선수이다.

## 학력
- 일산초등학교
- 정발중학교
- 주엽고등학교
- 한국방송통신대학교 교육학과
- 용인대학교 대학원 체육교육학과

## 수상 경력
- 2006년 WBA 여자 슈퍼플라이급 챔피언[1]
KBC 여자 슈퍼페더급 챔피언